# Witków Nowy
Witków Nowy (ukr. Новий Витків, Nowyj Wytkiw) – wieś na Ukrainie w obwodzie lwowskim, w rejonie czerwonogrodzkim. Miejscowość liczy ponad 1200 mieszkańców.
W II Rzeczypospolitej Witków Nowy był siedzibą gminy wiejskiej Witków Nowy w powiecie radziechowskim w województwie tarnopolskim. W 1921 roku liczył 2176 mieszkańców.
W czasie okupacji niemieckiej mieszkająca w Witkowie Nowym ukraińska rodzina Siczewluków-Wrublewskich ukrywała troje Żydów z rodziny Rawickich. W 1988 roku Instytut Jad Waszem pośmiertnie uhonorował Stepana Siczewluka-Wrublewskiego (zabitego przez ukraińskich nacjonalistów), a także wdowę po nim, Mariję oraz synów Antona i Wołodymyra, tytułami Sprawiedliwych wśród Narodów Świata. 